# Декайзер, Дэнни
Дэнни Декайзер (род. 7 марта 1990, Детройт) — американский хоккеист, защитник; в настоящее время находится без контракта в статусе свободного агента. 

## Игровая карьера
Он играл в Compuware AAA с 2006 по 2008 год, прежде чем подписать контракт с «Трэйл-Смок Итерс» из Хоккейной лиги Британской Колумбии (BCHL) на сезон 2008–09, где он забил восемь голов и сделал 17 передач. 58 игр, где он был назван Защитником года команды.
В сезоне 2010–11 Декейзер провел 42 игры, в которых забил пять голов и сделал 12 передач и был включен в команду новичков Центральной студенческой хоккейной ассоциации (CCHA) и включен в команду всех турниров CCHA.
В сезоне 2011–12 Декейзер провел 41 игру, в которых забил пять голов и сделал 12 передач. Он был включен во вторую всеамериканскую команду, вторую команду все-CCHA, лучшего защитника CCHA и всетурнирную команду CCHA.
В сезоне 2012–13 Декейзер провел 35 игр, в которых забил два гола и сделал 13 передач. Он был включен в первую команду All-CCHA и стал первым игроком, который дважды был назван лучшим защитником CCHA после победы в прошедших  сезонах. За три сезона в «Бронкос» Декейзер забил 12 голов и сделал 37 передач в 118 играх.

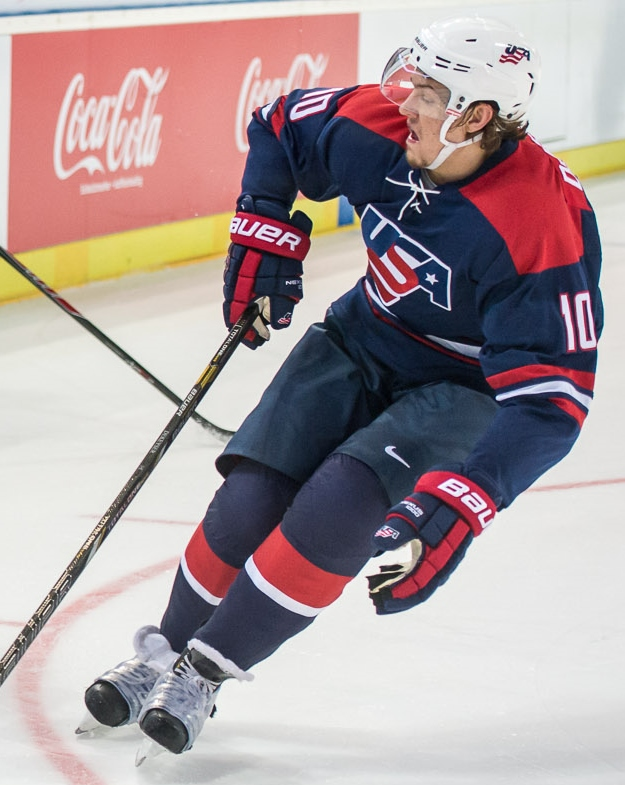
ДеКайзер в сборной США

### Профессиональная
После трех лет в Западном Мичигане Декейзером интересовались несколько команд НХЛ. В конце концов, он решил играть за команду своего родного города и 29 марта 2013 года подписал двухлетний контракт с «Детройт Ред Уингз». Неделей позже он начал играть за «Детройт» и 14 апреля 2013 года набрал первое очко в НХЛ против «Нэшвилл Предаторз», отдав голевую передачу Хенрику Зеттербергу; Декейзер участвовал в 11 играх регулярного сезона и двух играх после окончания сезона за «Ред Уингз» в сезоне 2012–13. Затем он играл за фарм-клуб «Гранд-Рапидс Гриффинс» и выиграл с ней Кубок Колдера.
4 ноября 2013 года Декейзер забил свой первый гол в карьере в НХЛ в игре против «Виннипег Джетс», который закончился победой «Джетс» со счётом 4:2. В сезоне 2013–14 Декейзер забил четыре гола и сделал 19 передач, а также набрал показатель полезности +10 в 65 играх и вошел в число лучших новичков НХЛ по ряду показателей.
16 сентября 2014 года подписал с «Детройтом» двухлетнее продление контракта на 4,375 миллиона долларов. ДеКейсер был назван новичком года Детройт Ред Уингз .
26 июля 2016 года подписал с «Детройтом» шестилетний контракт на 30 миллионов долларов.

### Международная
Играл за сборную США на двух чемпионатах мира (ЧМ-2014 и ЧМ-2017). На двух турнирах американцы остались без медалей.

## Личная жизнь
Декейзер, уроженец Макомба, штат Мичиган, является сыном Майкла и Линды Декейзер. 13 февраля 2016 года он сделал предложение своей девушке Мелиссе Берманн.
Был специалистом по коммуникациям в Университете Западного Мичигана и окончил университетскую среднюю школу Де Ла Саль.

## Игровая статистика

### Клубная
И - игры, Г - голы, П - передачи, О - очки, Ш - штрафные минуты
| 2006–07     | Compuware 18U AAA              | MWEHL       | 26  | 3  | 6   | 9   | 30  | —  | — | — | — | —  |
| 2007–08     | Compuware 18U AAA              | MWEHL       | 25  | 1  | 13  | 14  | 26  | 4  | 1 | 1 | 2 | 9  |
| 2008–09     | Трэйл Смок Итерз               | BCHL        | 58  | 8  | 17  | 25  | 12  | 3  | 1 | 0 | 1 | 4  |
| 2009–10     | Су-Сити Маскетирс              | USHL        | 41  | 1  | 10  | 11  | 12  | —  | — | — | — | —  |
| 2010–11     | Университет Западного Мичигана | CCHA        | 42  | 5  | 12  | 17  | 43  | —  | — | — | — | —  |
| 2011–12     | Университет Западного Мичигана | CCHA        | 41  | 5  | 12  | 17  | 42  | —  | — | — | — | —  |
| 2012–13     | Университет Западного Мичигана | CCHA        | 35  | 2  | 13  | 15  | 22  | —  | — | — | — | —  |
| 2012–13     | Детройт Ред Уингз              | НХЛ         | 11  | 0  | 1   | 1   | 2   | 2  | 0 | 0 | 0 | 0  |
| 2012–13     | Grand Rapids Griffins          | AHL         | —   | —  | —   | —   | —   | 6  | 0 | 1 | 1 | 8  |
| 2013–14     | Детройт Ред Уингз              | НХЛ         | 65  | 4  | 19  | 23  | 30  | 5  | 0 | 0 | 0 | 6  |
| 2014–15     | Детройт Ред Уингз              | НХЛ         | 80  | 2  | 29  | 31  | 42  | 7  | 1 | 0 | 1 | 12 |
| 2015–16     | Детройт Ред Уингз              | НХЛ         | 78  | 8  | 12  | 20  | 44  | 5  | 0 | 1 | 1 | 4  |
| 2016–17     | Детройт Ред Уингз              | НХЛ         | 82  | 4  | 8   | 12  | 33  | —  | — | — | — | —  |
| 2017–18     | Детройт Ред Уингз              | НХЛ         | 65  | 6  | 6   | 12  | 28  | —  | — | — | — | —  |
| 2018–19     | Детройт Ред Уингз              | НХЛ         | 52  | 5  | 15  | 20  | 39  | —  | — | — | — | —  |
| 2019–20     | Детройт Ред Уингз              | НХЛ         | 8   | 0  | 4   | 4   | 4   | —  | — | — | — | —  |
| 2020–21     | Детройт Ред Уингз              | НХЛ         | 47  | 4  | 8   | 12  | 18  | —  | — | — | — | —  |
| 2021–22     | Детройт Ред Уингз              | НХЛ         | 59  | 0  | 11  | 11  | 26  | —  | — | — | — | —  |
| Всего в НХЛ | Всего в НХЛ                    | Всего в НХЛ | 547 | 33 | 113 | 146 | 266 | 19 | 1 | 1 | 2 | 22 |

### Международная
И - игры, Г - голы, П - передачи, О - очки, Ш - штрафные минуты
| Год                      | Команда                  | Турнир                   | Место                    |    | И | Г | П | О  | Ш |
| ------------------------ | ------------------------ | ------------------------ | ------------------------ | -- | - | - | - | -- | - |
| 2014                     | США                      | ЧМ                       | 6                        | 8  | 0 | 2 | 2 | 16 |   |
| 2017                     | США                      | ЧМ                       | 5                        | 8  | 0 | 0 | 0 | 6  |   |
| Всего на взрослом уровне | Всего на взрослом уровне | Всего на взрослом уровне | Всего на взрослом уровне | 16 | 0 | 2 | 2 | 22 |   |